# Marysville, Victoria
Marysville är en liten stad i delstaten Victoria i Australien, med invånarantal på cirka 500. Marysville ligger 99 km från Victorias huvudstad Melbourne.
Staden är en av de hårdast drabbade under skogsbränderna i Australien 2009. Uppemot 80% av alla byggnader har förstörts i bränderna.